# Кіммо Тімонен
Кіммо Тімонен (фін. Kimmo Timonen; 18 березня 1975, м. Куопіо, Фінляндія) — фінський хокеїст, захисник. 
Вихованець хокейної школи КалПа (Куопіо). Виступав за КалПа (Куопіо), ТПС (Турку), ГІФК (Гельсінкі), «Мілвокі Адміралс» (ІХЛ), «Лос-Анджелес Кінгс», «Нашвілл Предаторс», ХК «Лугано», «Брюнес» (Євле), «Філадельфія Флайєрс», «Чикаго Блекгокс».
В чемпіонатах НХЛ — 1108 матчів (117+454), у турнірах Кубка Стенлі — 105 матчів (4+31).
У складі національної збірної Фінляндії учасник зимових Олімпійських ігор 1998, 2002, 2006, 2010 і 2014 (30 матчів, 3+10), учасник чемпіонатів світу 1996, 1998, 2001, 2002, 2003 і 2005 (59 матчів, 10+21), учасник Кубка світу 1996 і 2004 (6 матчів, 1+6). У складі молодіжної збірної Фінляндії учасник чемпіонатів світу 1993, 1994 і 1995. У складі юніорської збірної Фінляндії учасник чемпіонатів Європи 1992 і 1993.
Брат: Юссі Тімонен.
Досягнення
- Володар Кубка Стенлі (2015)
- Срібний призер зимових Олімпійських ігор (2006), бронзовий призер (1998, 2010, 2014)
- Срібний призер чемпіонату світу (1998, 1999, 2001)
- Фіналіст Кубка світу (2004)
- Переможець Європейської хокейної ліги (1997)
- Чемпіон Фінляндії (1995, 1998), срібний призер (1997)
- Учасник матчу всіх зірок НХЛ (2004, 2007, 2012)

Нагороди
- Трофей Матті Кейнонена (1997)